# Mattia Caldara
Mattia Caldara, född 5 maj 1994 i Bergamo, är en italiensk fotbollsspelare som spelar för Modena.

## Karriär
Den 2 juli 2024 värvades Caldara av Modena, där han skrev på ett ettårskontrakt.